# 웨딩TV (2000년)
웨딩TV는 2000년 설립된 결혼정보채널이다.

## 연혁
- 2000년 3월: 웨딩TV 설립
- 2000년 12월: 웨딩TV 개국